# Brighton (Victoria)
Pour les articles homonymes, voir Brighton (homonymie).
 (janvier 2025).
Si vous disposez d'ouvrages ou d'articles de référence ou si vous connaissez des sites web de qualité traitant du thème abordé ici, merci de compléter l'article en donnant les références utiles à sa vérifiabilité et en les liant à la section « Notes et références ».
Brighton est une banlieue de Melbourne située dans l'État de Victoria en Australie, à 11 km au sud-est du centre de Melbourne. Elle fait partie de la ville de Bayside. Au recensement de 2011, Brighton avait une population de 21 257 habitants. Le nom vient évidemment de la ville anglaise de Brighton.

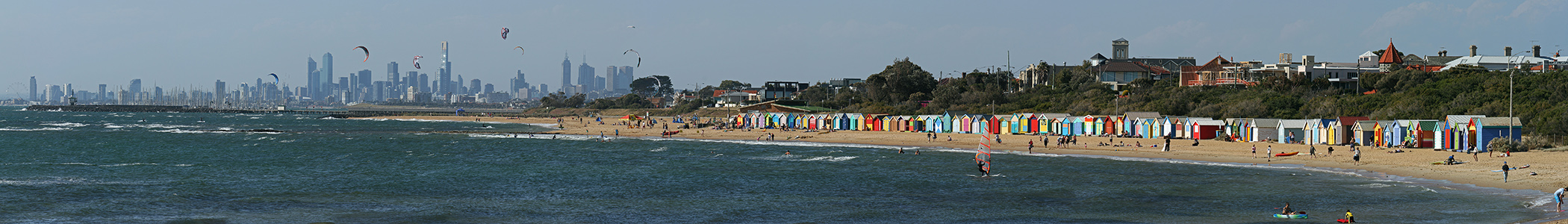
Les cabines de plage de Dendy Street Beach avec le Middle Brighton Pier et les tours de la ville en arrière-plan

## Histoire
D'Angleterre, le 29 août 1840, Henry Dendy (1800-1881) achète 2070 hectares de terres de Port Phillip à 1 £ par acre. Dendy arrive le 5 février 1841 pour réclamer ses terres. La zone de Dendy, contrainte de prendre le nom de « Waterville », est reliée par la côte à l'ouest et aujourd'hui à North Road, East Boundary Road et South Road. Une ville est envisagée à la mi-1841, en forme de croissant. La zone devient rapidement le Brighton Estate, et le site de Dendy pour sa propre maison est nommé "Brighton Park". Malheureusement, la zone ne dispose d'aucune source d'eau potable. Les ventes sont lentes au début, puis la dépression financière arrive, et le plan de Dendy pour l'émigration et la vente des terres échoue. La famille de son agent Jonathan Binns Were (1809-1885), arrivée à Melbourne en 1839, a acheté le terrain. Toutes les entreprises commerciales de Dendy ont échoué, et il meurt dans la misère.
Après la dépression, les ventes de terres permettent à Brighton de devenir la troisième ville la plus peuplée du district de Port Phillip, après Melbourne et Portland. Brighton attire de riches résidents intéressés par les chantiers et la perspective de baignade. À la fin des années 1840, des demeures sont construites dans une zone connue comme The Terrace, maintenant appelée the Esplanade, donnant sur Dendy Street Beach. Le bureau de poste de Brighton ouvre le 19 avril 1853.
L'église anglicane Saint Andrew, l'une des premières églises du Victoria, est fondée en 1842, et les églises catholiques suivent en 1848, et une église méthodiste en 1851. Des écoles sont ouvertes sur les terrains de l'Église anglicane (1849) et de l'Église catholique sur Centre Road (1850). Une autre s'ouvre pour l'Église wesleyenne en 1855. En 1854, Brightton a une population de 2 731 habitants.
Une liaison ferroviaire à Melbourne se construit en plusieurs étapes : le tronçon Windsor-North Brighton est achevé en 1859 et relié à la ligne de boucle à la gare de Saint-Kilda ; la connexion à Melbourne est réalisée en 1860 ; et la ligne est prolongée de North Brighton à Brighton Beach en 1861. Une ligne de tram unique de St Kilda à Brighton Beach est achevée en 1906. Le tramway se développe en 1914. En 1919, le chemin de fer est électrifié. Un tramway circule sur Hawthorn Road ; la section de North Road à Glenhuntly est achevée en 1925 et étendue à Nepean road en 1937.
Les cabines de baignade à Brighton sont réputées avoir existé dès 1862, bien que les plus précoces aient été au bord de l'eau au bout de Bay Street plutôt qu'à leur emplacement actuel sur Dendy Street Beach, juste au sud de Middle Brighton.  En 1906, la réalisation d'une ligne de tramway de St Kilda à Brighton conduit à une augmentation des demandes de permis pour les cabines de baignade et leur construction significative entre 1908 et 1911 ; les chiffres définitifs sont incertains, mais entre 100 et 200 sites ont été attribués, avant la Grande Dépression. Dans le cadre du programme capital de travaux au cours de la dépression pour aider à soulager le chômage, la ville de Brighton, soutenue par un financement du gouvernement de l'État, déplace toutes les cabines de baignade à Dendy Beach Street. Les boîtes ont été transférés de nouveau en 1934 à leur position actuelle à l'arrière de cette plage.
Deux ans après l'ouverture de la ligne de chemin de fer à Brighton Beach en 1861, les Captain Kenny’s Brighton Beach Baths sont en activité. À l'époque, la baignade en plein air pendant la journée est strictement interdite, et des sections distinctes de la plage sont réservées pour les hommes et pour les femmes. Des cabines de bain sont construites au large des côtes, et accessibles par une passerelle en bois, de sorte que les baigneurs n'ont pas à traverser la plage en maillot de bain, et peuvent entrer directement dans l'eau. Les Brighton Beach Baths sont détruits à plusieurs reprises, et ont finalement été démolis en 1979. Les Middle Brighton Baths  sont ouverts en 1881.

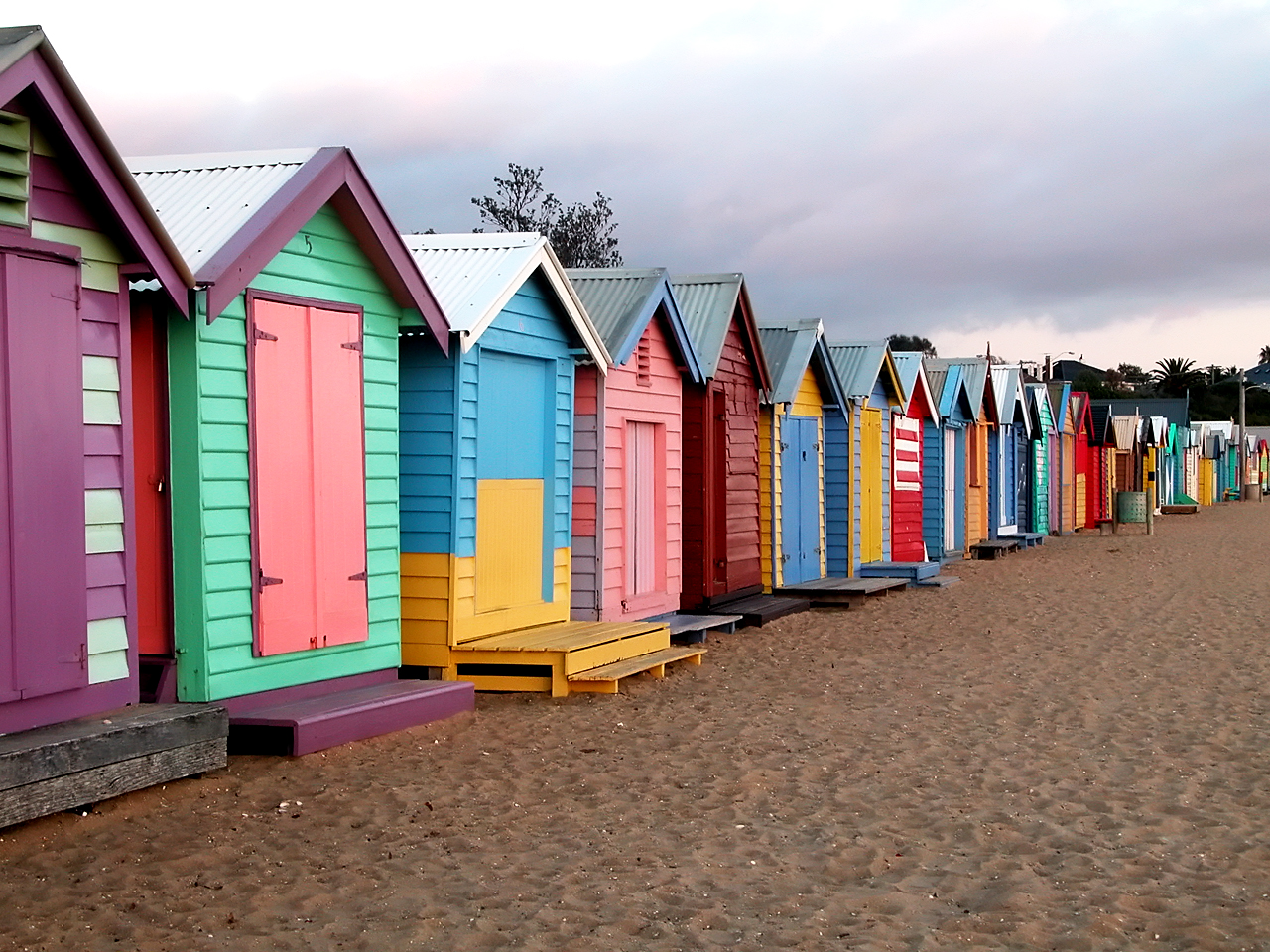
Brighton Beach

Le 18 janvier 1859, la municipalité proclamée de Brighton s'étend vers l'est. Brighton devient un arrondissement en octobre 1863, et en 1870 des parties de Elwood et Elsternwick sont ajoutées. Brighton devient une ville le 18 mars 1887. Elle annexe 13,8 hectares de la Ville de Moorabbin le 3 avril 1912 et devient la ville de Brighton le 12 mars 1919. Le 14 décembre 1994, la ville de Brighton est incorporée dans une nouvelle municipalité appelée la ville de Bayside.

## Aujourd'hui
Certaines des maisons de Brighton sont les plus riches de Melbourne. Sur la plage, Beach Road est un itinéraire cyclable populaire, avec les pistes suivant la côte.
Dendy Street Beach, juste au sud de Middle Brighton, dispose de 82 cabines de plage colorées, qui sont l'une des icônes touristiques de Melbourne. Les cabines sont uniformes de taille, de construction, et en arrangement régulier le long de la plage, et elles sont les seuls survivantes de telles structures à proximité du centre de Melbourne. Un schéma de planification à valeur patrimoniale sur ces cabines, par le conseil municipal de Bayside, a restreint leurs modifications, et toutes conservent leur architecture de l'époque victorienne, cadres de bois, toits de tôle ondulée, et sans aménagements d'électricité ou d'eau courante. Les zones de baignade peuvent seulement être achetées par les résidents qui paient à un prix fixe. À partir de 2008, elles se vendent à des prix allant de 200 000 dollars australiens, avec des taux de conseil annuel de l'ordre de 500 $, en dépit de leur manque de commodités. En 2009, on annonce des projets de construction d'au moins six nouvelles zones de baignade dans un effort du conseil pour lever des fonds de plus de 1 million de dollars australiens. 
Entre Middle Brighton Beach et Sandown St Beach se trouvent le Middle Brighton Municipal Baths, le Royal Brighton Yacht Club, et le Middle Brighton Pier and breakwater. North Road propose de nombreuses vieilles églises et des résidences. Le North Road Pavillion est un café populaire qui a une perspective sur la baie de Port Phillip, tandis que le front de mer offre une vue imprenable vers l'horizon de la ville de Melbourne.

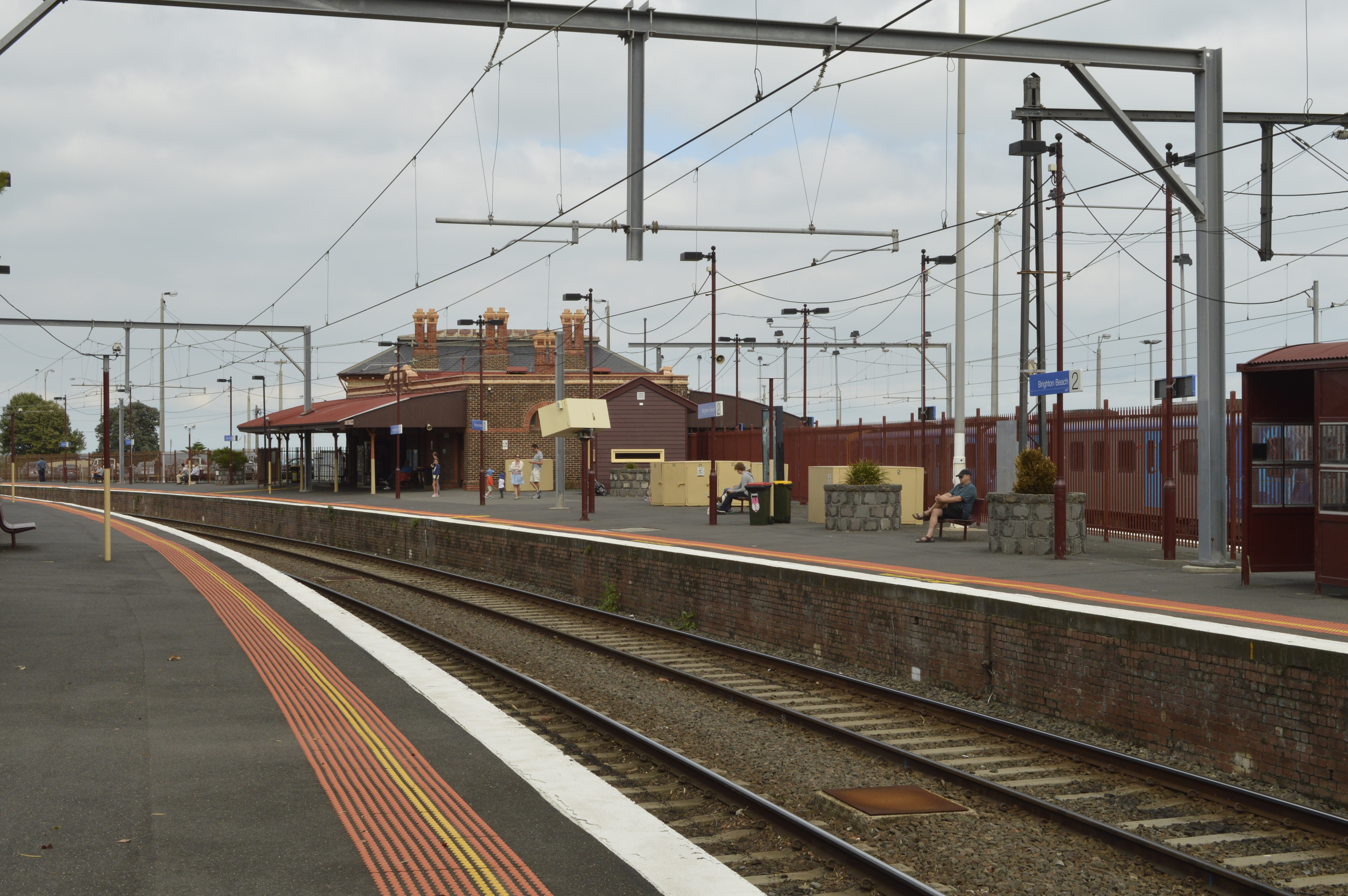
gare de Brighton Beach

Brighton propose deux salles de cinéma, Le Dendy Brighton et the Brighton Bay.
JB Hi-Fi est basé à Brighton.

## Transport
Brighton est desservie par les gares de Gardenvale, North Brighton, Middle Brighton et Brighton Beach, toutes situées sur la ligne de Sandringham. Les tramways desservent également les extrémités orientales de la banlieue. Une importante gamme de services d'autobus desservent la zone, dont les lignes 216 et 219 pour le centre de Melbourne. 
Plusieurs artères principales passe près ou à Brighton. Le Bay Trail traverse l'estran de Brighton.

## Les écoles secondaires
Parmi les écoles secondaires urbaines, Brighton Grammar School, Brighton Secondary College, Firbank Girls' Grammar School, Haileybury's Castlefield campus, St Leonard's College, Xavier College's Kostka Hall junior campus, et Star of the Sea College.

## Sport
Les golfeurs jouent au Brighton Public Golf Course sur Dendy Street. 
Brighton Beach est également l'une des principales endroits pour le Kite Surf sur la baie de Port Phillip. 
Brighton possède les clubs sportifs suivants : Brighton Junior and Senior Soccer, le Old Brighton Grammarians Amateur Football Club (football australien), Bayside Cougars Hockey Club, et Old Brighton Grammarians Soccer Club.